# Knockanaffrin
Knockanaffrin är ett berg i republiken Irland.   Det ligger i grevskapet Waterford och provinsen Munster, i den centrala delen av landet, 150 km sydväst om huvudstaden Dublin. Toppen på Knockanaffrin är 735 meter över havet, eller 554 meter över den omgivande terrängen. Bredden vid basen är 13,7 km.
Terrängen runt Knockanaffrin är huvudsakligen kuperad, men österut är den platt. Runt Knockanaffrin är det glesbefolkat, med 13 invånare per kvadratkilometer. Närmaste större samhälle är Cluain Meala, 10,9 km nordväst om Knockanaffrin. Trakten runt Knockanaffrin består i huvudsak av gräsmarker.